# Cyptotrama granulosa
Cyptotrama granulosa är en svampart som först beskrevs av Lars Gunnar Torgny Romell, och fick sitt nu gällande namn av Redhead & Ginns 1980. Cyptotrama granulosa ingår i släktet Cyptotrama och familjen Physalacriaceae.   Inga underarter finns listade i Catalogue of Life.